# Agenor Almeida
Agenor Barbosa de Almeida (Palmeirais, 12 de julho de 1908 – Rio de Janeiro, 8 de novembro de 2009) foi um médico e político brasileiro, outrora deputado estadual pelo Piauí e prefeito de Teresina.

## Dados biográficos
Filho de Joaquim Barbosa de Almeida e Raimunda Barbosa de Almeida. Médico formado na Universidade Federal do Rio de Janeiro em 1932, com especialização no Serviço de Clínica Cirúrgica pela referida instituição e em Organização e Administração Hospitalar pelo Departamento Nacional de Saúde. Em 1935 regressou ao Piauí onde trabalhou e depois dirigiu a Colônia Agrícola do povoado Davi Caldas em União. Ingressou no serviço médico da Polícia Militar do Piauí mediante concurso recebendo a patente de major, além de prestar serviços ao Serviço Social da Indústria. Primeiro diretor do Hospital Getúlio Vargas em Teresina, esteve à frente do Departamento Estadual de Saúde, foi secretário-geral do estado do Piauí e primeiro presidente do Instituto de Assistência Hospitalar do Piauí.
Eleito deputado estadual via UDN em 1947, migrou para o PSP e sob esta legenda perdeu a eleição para governador do Piauí 1950, mas renovou o mandato de deputado estadual na mesma ocasião. Eleito prefeito de Teresina em 1954, abandonou a vida pública após perder a eleição como candidato a vice-governador em 1958 na chapa de José Freitas pouco antes de encerrar o seu mandato de prefeito e fixou residência na cidade do Rio de Janeiro.